# Pfarrkirche Hausbrunn

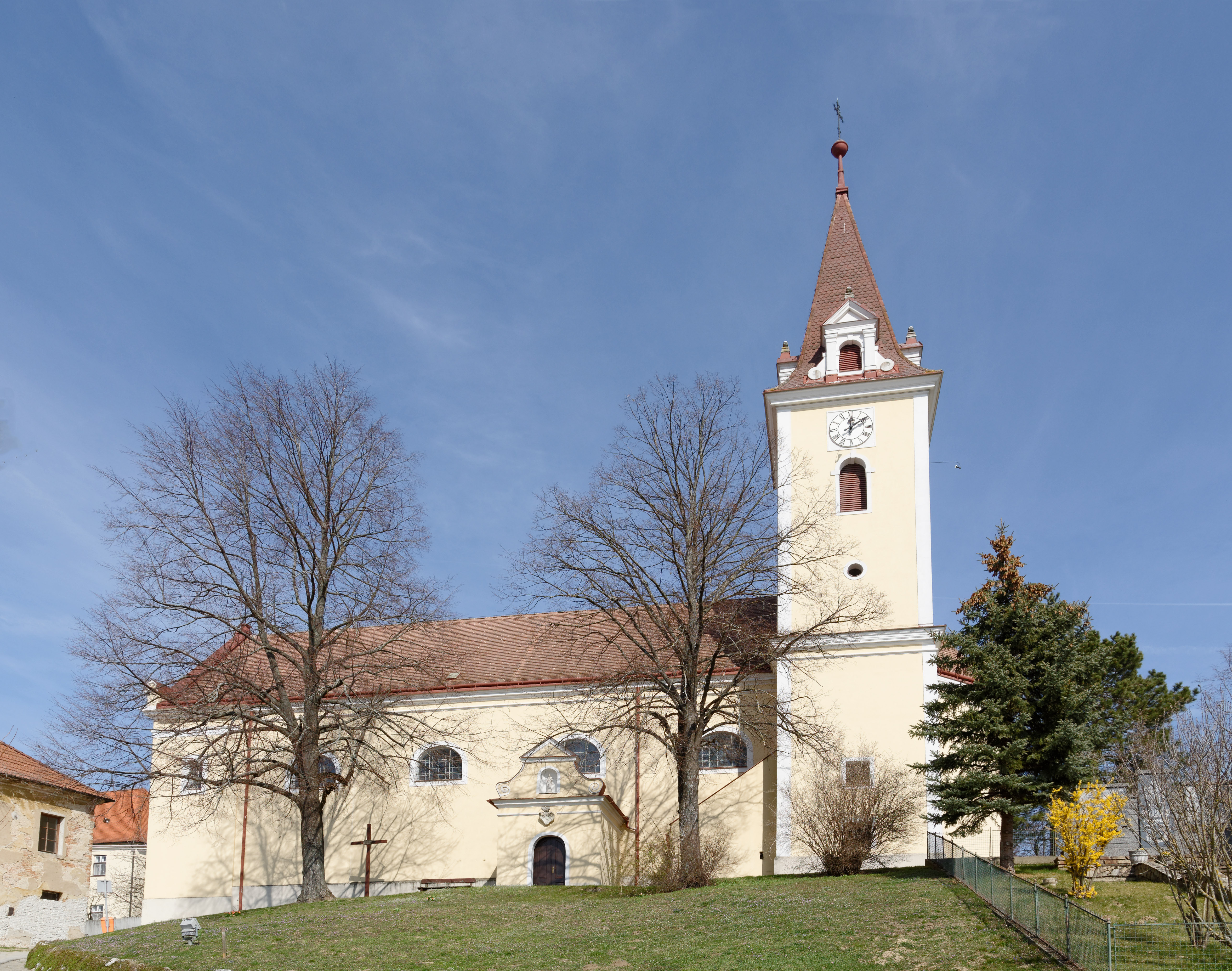
Katholische Pfarrkirche hl. Veit in Hausbrunn

Die römisch-katholische Pfarrkirche Hausbrunn steht in erhöhter Lage am Nordrand der Ortschaft Hausbrunn in der Marktgemeinde Hausbrunn im Bezirk Mistelbach in Niederösterreich. Die dem Patrozinium des hl. Veit unterstellte  Pfarrkirche gehört zum Dekanat Poysdorf der Erzdiözese Wien. Die Kirche und der ehemalige Friedhof stehen unter Denkmalschutz (Listeneintrag).

## Geschichte
Die Pfarre wurde 1783 gegründet.
Der barocke Kirchenbau aus 1718 wurde 1852/1855 um zwei westliche Joche und die neue Eingangsfront erweitert. Die Kirche wurde von 1928 bis 1938 renoviert.

## Architektur
Das Kirchenäußere zeigt ein langgestrecktes Langhaus und einen eingezogenen Chor sowie einen Südturm. Das schlichte Langhaus hat Lünettenfenster mit Putzfaschen und erhielt im 19. Jahrhundert nordseitig eine Außenkanzel, die Westfront aus 1852 hat einen bekrönenden Dreieckgiebel und ein Rechteckportal und darüber in einer vom Gesims umschlossenen, in den Giebel hineinragenden Rundbogennische eine Steinfigur Martyrium des hl. Veit. Nordseitig am Chor steht eine Sakristei. Der südseitig am Chor stehende Turm hat rundbogige Schallfenster, er hat an den vier Seiten des Zeltdaches spitzgiebelige Dacherker mit Rundbogenöffnungen. Südseitig am Langhaus befindet sich eine Vorhalle mit einem geschwungenen Giebel, über dem rundbogigen Südportal befindet sich ein steinernes Wappen der Liechtenstein.
Das Kircheninnere zeigt ein um zwei Joche erweitertes ursprünglich dreijochiges Langhaus mit Kreuzgratgewölben über Gurtbögen auf Wandvorlagen. Die Westempore steht auf zwei Pfeilern, die Brüstung nennt die Renovierung von 1928 bis 1938. Der eingezogene Triumphbogen ist rundbogig. Der einjochige Chor mit einem Dreiachtelschluss hat ein Kreuzgratgewölbe mit Stichkappen im Polygon.
An den Gewölben und am Triumphbogen befinden sich Fresken von Engelbert Daringer 1936 mit Szenen aus dem Alten und Neuen Testament, 1984 restauriert.

## Ausstattung
Der Hochaltar aus dem zweiten Viertel des 18. Jahrhunderts ist eine marmorne Säulenädikula über einem gekurvten Grundriss, er trägt seitlich die Konsolfiguren der Heiligen Sebastian und Rochus, das Altarblatt zeigt die Marter des hl. Veit 1841, das Aufsatzbild Mariahilf malte Leopold Kupelwieser 1838.
Die Seitenaltäre mit den Schnitzfiguren Maria und Christus entstanden um 1930.
Die Orgel mit 15 Registern baute Franz Ullmann 1854 in einem klassizistischen Gehäuse. Eine Glocke nennt Lorenz Selner 1656.